# Let Yourself Go
Let Yourself Go ist ein Popsong, den Irving Berlin verfasste und 1936 veröffentlichte.

## Hintergrund
Berlin schrieb den Song Let Yourself Go für die RKO-Filmkomödie Follow the Fleet (1936), in dem er von Ginger Rogers vorgestellt wurde. Der rhythmische Song ist eine „Volldampf-Aufforderung zum Tanz“ (flat-out summons to dance).

## Erste Aufnahmen und spätere Coverversionen
Ginger Rogers, begleitet vom Jimmy Dorsey Orchestra, nahm den Song im April 1936 auf. Let Yourself Go wurde außerdem von Fred Astaire (mit Johnny Green and His Orchestra) eingespielt. Zu den Musikern, die den Song ebenfalls 1936 coverten, gehörten das Casa Loma Orchestra (Decca), die Boswell Sisters (Decca), Bunny Berigan and His Boys (Vocalion), Bill Challis and His Orchestra (Circle), Red Norvo (Champ) und das Vincent Lopez Orchestra (mit Maxine Tappan, Gesang; Bluebird 6264).
Der Diskograf Tom Lord listet im Bereich des Jazz insgesamt 53 (Stand 2016) Coverversionen, u. a. ab den 1950er-Jahren von Nelson Riddle, Jay Migliori, Mark Murphy, Ella Fitzgerald (Ella Fitzgerald Sings the Irving Berlin Song Book, 1958), James Brown, Larry Elgart, Dick Wellstood/Marty Grosz, Vince Giordano, Joan Morris/William Bolcom, The Swingle Singers, Keith Ingham, Tony Bennett, Ralph Sharon,  Susannah McCorkle und Stacey Kent.